# Oyonnax
Oyonnax település Franciaországban, Ain megyében. Lakosainak száma 22 378 fő (2022. január 1.). Oyonnax Apremont, Arbent, Bellignat, Charix, Dortan, Échallon, Géovreisset és Samognat községekkel határos.

## Népesség
A település népessége az elmúlt években az alábbi módon változott:
| Lakosok száma | 19 777 | 22 739 | 23 869 | 23 618 | 22 258 | 22 392 | 22 427 | 22 456 | 22 271 | 22 378 |
|               | 1968   | 1982   | 1990   | 2006   | 2013   | 2015   | 2017   | 2019   | 2020   | 2022   |

## Itt született személyek
| Név                      | Születési idő | Foglalkozás                               | Kép |
| ------------------------ | ------------- | ----------------------------------------- | --- |
| André Rey                | 1923-04-07    | képregényrajzoló                          |     |
| Anne-Lise Bardet         | 1969-11-18    | kajakozó                                  |     |
| Charles Mathon           | 1905          | rugby-liga játékos                        |     |
| Christelle Gros          | 1975-05-19    | biatlonista                               |     |
| Franck Pupunat           |               |                                           |     |
| Gustave Mermet-Guyenet   | 1883-08-15    | politikus                                 |     |
| Henry Massonnet          | 1922-01-06    | formatervező ügyvezető igazgató politikus |     |
| Jimmy Nirlo              | 1988-08-23    | labdarúgó                                 |     |
| Jérôme Bourbon           | 1972-11-02    | újságíró                                  |     |
| Jérôme Jouvray           | 1973-04-30    | képregényrajzoló                          |     |
| Laurent Philippon        | 1970-04-25    | fodrász                                   |     |
| Loïc Locatelli Kournwsky | 1987-04-07    | képregényrajzoló                          |     |
| Luc Villalonga           | 1970-06-09    | labdarúgó                                 |     |
| Lucien Guichon           | 1932-02-09    | politikus                                 |     |
| Ludovic Gherardi         | 1971-06-03    | rally versenyző                           |     |
| Léger-Félicité Sonthonax | 1763-03-07    | Gironde politikus                         |     |
| Michel Carrier           | 1906-10-02    | politikus                                 |     |
| Olivier Jouvray          | 1970-12-29    | képregényíró                              |     |
| Paul Collomb             | 1921-10-08    | festő litográfus                          |     |
| Paul Nicollet            | 1875-12-18    | politikus                                 |     |
| Pedro Zamorano           | 1971-09-03    | atléta                                    |     |
| Raymond Tissot           | 1919-08-02    | gerelyhajító                              |     |
| René Duvillier           | 1919-04-03    | festő                                     |     |
| Sylvain Barrier          | 1988-10-20    |                                           |     |
| Éric Barone              | 1960-11-04    | kerékpárversenyző kaszkadőr               |     |

## Itt elhunyt személyek
| Név                      | Halálozási idő | Foglalkozás       | Kép |
| ------------------------ | -------------- | ----------------- | --- |
| Gustave Mermet-Guyenet   | 1883-08-15     | politikus         |     |
| Henri Bourbon            | 1906-11-10     | politikus         |     |
| Lucien Guichon           | 1932-02-09     | politikus         |     |
| Léger-Félicité Sonthonax | 1763-03-07     | Gironde politikus |     |
| Miklós Gusztáv           | 1888-06-30     | festő szobrász    |     |
| René Nicod               | 1881-07-18     | politikus         |     |
| Émile Écuyer             | 1881-04-18     | diszkoszvető      |     |